# Пакуль, Эльфрида Яновна
Эльфрида Яновна Па́куль (Па́куле) (1912—1991) — советская и латышская певица (колоратурное сопрано). Народная артистка Латвийской ССР (1947). Лауреат Сталинской премии второй степени (1946). Член КПСС с 1952 года.

## Биография
Э. Я. Пакуль родилась 20 мая (2 июня) 1912 года в Риге. Брала уроки пения в 1931—1940 годах у П. Сакса (Рига) и в 1942—1946 годах Н. Г. Райского (Москва). С 1938 года выступала как концертная певица. В 1940—1941 и 1944—1956 годах в Латвийском АТОБ. В 1941—1944 годах, будучи в эвакуации, работала в Ивановской филармонии и МГАФ. В 1956—1970 годах солистка Латвийской филармонии. Депутат Верховного Совета СССР 2—3 созывов (1946—1954).

## Оперные партии
- «Иван Сусанин» М. И. Глинки — Антонида
- «Лакме» Л. Делиба — Лакме
- «Травиата» Дж. Верди — Виолетта
- «Риголетто» Дж. Верди — Джильда
- «Севильский цирюльник» Дж. Россини — Розина

## Награды и премии
- народная артистка Латвийской ССР (1947)
- орден Ленина (03.01.1956)
- орден Трудового Красного Знамени
- медали
- Сталинская премия второй степени (1946) — за концертно-исполнительскую деятельность